# Sirra
Sirra (in greco antico: Σίρρας?; 437 a.C. – 390 a.C.) è stato un principe illiro, forse principe reggente della Lincestide nell'alta Macedonia, per suo suocero Arrabeo. Partecipò alla guerra del Peloponneso contro Sparta.

## Biografia
Le sue origini non sono certe, sono divisi tra Lincestide e Illiria (Taulanti). Plutarco sostenne che sua figlia, Euridice, era illira, come Libanio nella enciclopedia bizantina Suda.
Sirra prese parte alla guerra del Peloponneso alleato di Atene, dalla parte di Arrabeo I di Lincestide contro Perdicca di Macedonia. Nel 423 a.C., Arrabeo si liberò del giogo macedone e si alleò con Sirra. L'alleanza venne rafforzata quando Sirra sposò la figlia di Arrabeo. In un primo tempo Sparta evitò il coinvolgimento in una guerra contro la Macedonia come alleata di Arrabeo, ma nel 423 a.C., si unì a una spedizione che si è conclusa con il ritiro dei Macedoni. Dopo un iniziale successo contro Arrabeo, Perdicca convinse i suoi alleati ad attendere l'arrivo dei mercenari illirici. Alcuni sostengono che gli Illiri erano sotto Sirra ma questo non è supportato dalla storiografia (Tucidide non menziona Sirra) che propende invece per essersi unito ad Arrabeo visto che erano alleati. Il generale spartano, Brasida che era venuto a premiare il nuovo alleato nelle regioni remote del Lincestide, venne abbandonato dai Macedoni, ma fu in grado di sottrarre il suo esercito di 4 000 uomini da un accerchiamento illirico. Tucidide afferma che il timore ispirato dal loro carattere bellicoso, consigliò ai due eserciti greci che era meglio ritirarsi. I giovani spartani erano chiaramente scossi dalla comparsa temibile delle forze illire. Tucidide riporta che Brasida disse che gli Illiri potevano terrorizzare solo quelli dotati di una fervida immaginazione, sono formidabili nella loro massa verso l'esterno, le loro urla sono insopportabili e il brandire delle loro armi in aria ha un aspetto minaccioso, ma quando si tratta di combattimento reale con un avversario che trovano terreno, non sono quello che sembrava; non sono ordinati e dovrebbero vergognarsi di abbandonare le loro posizioni quando incalzati; con loro lotta e attacco sono altrettanto onorevoli, e non offrono alcuna prova di coraggio; il loro modo indipendente di combattere non lascia mai chiunque voglia scappare senza una giusta scusa per farlo. Tucidide non fa alcuna menzione di Sirra. Basandosi su quanto riportato da Aristotele su Sirra e Arrabeo, N.G.L Hammond conclude Sirra era un reggente del re minorenne Arrabeo, sebbene la citazione di Aristotele possa essere utilizzata anche per sostenere il caso che Sirra era uno stratega e Arrabeo il re, come sostiene Kapetanakis.
Durante la fine del V secolo a.C., Sirra era ancora una volta in guerra con la Macedonia per una rivendicazione sulla Lincestide. Verso la fine del regno di Archelao I di Macedonia, ca. 400/399 a.C., una nuova guerra si sviluppò tra i due re, ancora per la Lincestide. Come in passato, Arrabeo e Sirra agirono insieme. I risultati di questa guerra non sono noti, ma eventi successivi dimostrano che nessun cambiamento avvenne allo status quo.
La figlia di Sirra, Euridice, sposò il re Aminta III di Macedonia intorno al 390 a.C., probabilmente per rafforzare un'alleanza contro gli Illiri, dopo la prima sconfitta subita nel 393 a.C. Dal matrimonio nacque Filippo II di Macedonia.
Droysen credeva che l'ambasciatore Arpalo fosse un figlio di Sirra (att. 366). believed that the embassy Harpalus was a son of Sirras (fl. 366).
Era il bisnonno paterno di Alessandro Magno.